# ハビエル・マスチェラーノ
ハビエル・アレハンドロ・マスチェラーノ（Javier Alejandro Mascherano, 1984年6月8日 - ）は、アルゼンチン・サンタフェ州サンロレンソ出身のイタリア系アルゼンチン人の元サッカー選手、現サッカー指導者。元アルゼンチン代表。ポジションはディフェンダー、ミッドフィールダー。イタリア国籍を保持しているため、ハビエル・マスケラーノと表記されることもある。
ディエゴ・マラドーナ監督就任後、アルゼンチン代表のキャプテンを務めた。

## クラブ経歴

### リーベル・プレート
地元のクラブでプレーしていた頃はフォワードだったが、ニューウェルズ・オールドボーイズでプレーしていた元プロサッカー選手である父親がコーチを務めていたクラブに入団してミッドフィールダーにコンバートされた。14歳でリーベル・プレートの下部組織に入団した。2003年7月、アルゼンチン代表デビュー直後にトップチーム登録され、2004年にはクラウスーラ（後期リーグ）でリーグ優勝を果たした。同年のコパ・リベルタドーレスでは準決勝まで勝ち進んだが、そこで地元ライバルのボカ・ジュニアーズに敗れて決勝進出はならなかった。レアル・マドリードやデポルティーボ・ラ・コルーニャなど複数の欧州クラブが興味を示していたが、リーベル・プレートは認めず、アルゼンチンにとどまっている。2004-05シーズンはあまり成功だったとは言えず、クラウスーラは3位、アペルトゥーラ（前期リーグ）は10位に終わった。コパ・リベルタドーレスでは再び準決勝まで進んだが、ブラジルのサンパウロFCに敗れた。

### コリンチャンス
2005年のコンフェデレーションズカップ後、1500万ドルの移籍金でブラジルのコリンチャンスに移籍した。シーズン中盤に加入したコリンチャンスで9試合に出場した後、2005年9月に左足を疲労骨折し、シーズン終盤を棒にふった。6ヶ月の離脱の後、2006年3月5日に復帰している。FIFAワールドカップによって中断された2006年シーズンはブラジル・セリエB（2部）降格の危機にあったが、相変わらず欧州のクラブからの関心が報道された。

### ウェストハム・ユナイテッド
2006年夏の移籍期間が閉まる直前、コリンチャンスの同僚FWカルロス・テベスと共にイングランドのウェストハム・ユナイテッドへ移籍した。この移籍に関して、本当にウェストハムが彼の保有権を持っているのか、もしくは第三者が登録書を持っているのか、また高額のオファーがウェストハムに来た際は売却を強制させられるのかどうかなどが噂された。

### リヴァプール
移籍をめぐる騒動

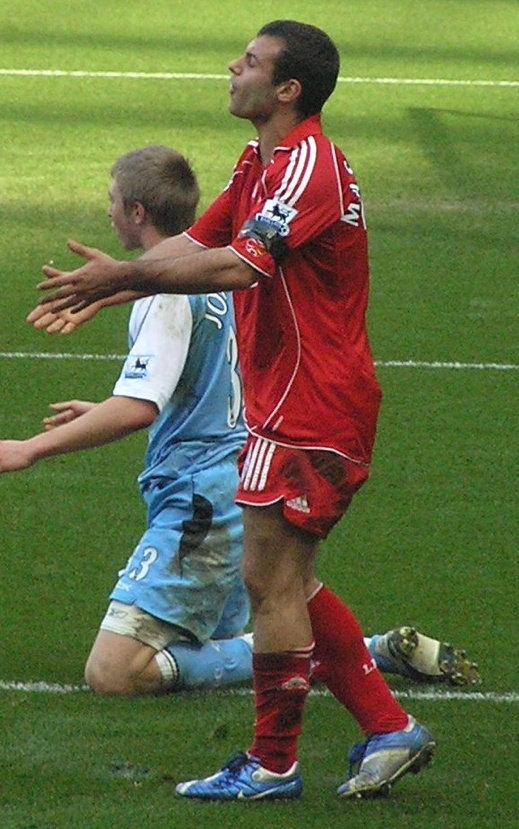
2007年4月13日、マンチェスター・シティ戦

2007年1月16日、リヴァプールはマスチェラーノの獲得許可をFIFAに求めた。FIFAの規則は、どの選手も1年間に3つの異なるクラブでプレーすることはできないというものだったが、このとき彼は既にコリンチャンスとウェストハムでプレーしていた。FIFAは1月31日に移籍を許可し、リヴァプールは移籍期間終了直前に登録書類を提出したが、イングランドサッカー協会 (FA) はすぐには登録を認めなかった。
2月6日からリヴァプールのメルウッドで練習を始め、2月10日には初めて招集メンバー入りし、UEFAチャンピオンズリーグの試合へ向けた準備を進めた。2月20日には移籍がFAから公式に認められると、2月24日のシェフィールド・ユナイテッド戦でデビューし、4-0で快勝した。4月2日にFAはウェストハムに世界最高記録となる550万ポンドの罰金を課した。
リヴァプールでの活躍
UEFAチャンピオンズリーグの初出場は4月3日に行われた準々決勝PSV戦1stレグ（アウェー）で、すぐさまレギュラーとしての地位を確立した彼はACミランとの決勝にも出場した。彼とMFシャビ・アロンソで相手MFカカとMFクラレンス・セードルフを抑えることに成功したが、試合には1-2で敗れた。しかし、ファンの投票でのマン・オブ・ザ・マッチに選ばれた。
2008年2月29日、リヴァプールと4年契約を果たし、保有権を完全に獲得した。この移籍でリヴァプールは、保有権を持つメディア・スポーツ・インベストメント社に1860万ユーロを支払ったと伝えられているが、これは移籍金ではなく、選手の4年分の給料である。3月15日、レディング戦で20ヤードの距離からシュートを決め、プレミアリーグ初得点を挙げた。
マンチェスター・ユナイテッド戦では、FWフェルナンド・トーレスがファールを取られたことに対して主審になぜファールなのかを聞きに行き、自らが二枚目のイエローカードを受けて退場している。ディフェンス陣に退場者や負傷者が出た際には、サイドバックやセンターバックといったポジションでプレーすることもあった。
2009年11月29日、グディソン・パークで行われたエヴァートン戦で30ヤードの距離から得点したが、公式記録ではジョゼフ・ヨボのオウンゴールとなった。12月19日のポーツマス戦ではDFタル・ベン・ハイムへの悪質なタックルによりレッドカードを提示され、このファールにより4試合の出場停止の処分を受けた。

### FCバルセロナ

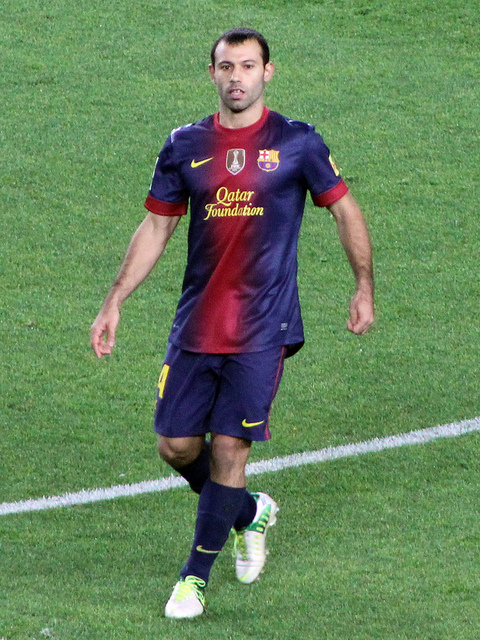
FCバルセロナでプレーするマスチェラーノ（2012年）

2010年8月30日、メディカルチェックが完了し、4年契約でFCバルセロナへ移籍した。移籍金は2200万ユーロ（約23億5000万円）と推定されている。9月11日のエルクレスCF戦 (0-2) で先発出場してリーガ・エスパニョーラデビューしたが、この試合は本拠地カンプ・ノウで16ヶ月ぶりの敗戦となった。当初は守備的ミッドフィールダーのセルヒオ・ブスケツの控えであったが、2010-11シーズンは最終ラインに怪我人が続出したこともあり、センターバックとしてもプレーするようになった。
2015-16シーズン終了後、ユヴェントスFCへの移籍が噂されたが結局残留した。センターバックとして定位置を掴み、長らくレギュラーであったが、2016-17シーズンにサミュエル・ユムティティが加入すると徐々に出場機会が減少し、移籍が噂されるようになった。2017年4月26日、CAオサスナ戦でPKを決め、クラブ在籍7年・公式戦319試合目にして初ゴールを記録した。
2018年1月23日、1月の退団が正式に発表された。

### 河北華夏幸福
2018年1月24日、河北華夏幸福足球倶楽部に移籍した。

### エストゥディアンテス・デ・ラ・プラタ
2019年12月7日、エストゥディアンテス・デ・ラ・プラタへの移籍を発表した。
2020年11月15日、アルヘンティノス・ジュニアーズとの試合にフル出場した後の会見で、現役引退を表明した。

## 代表経歴

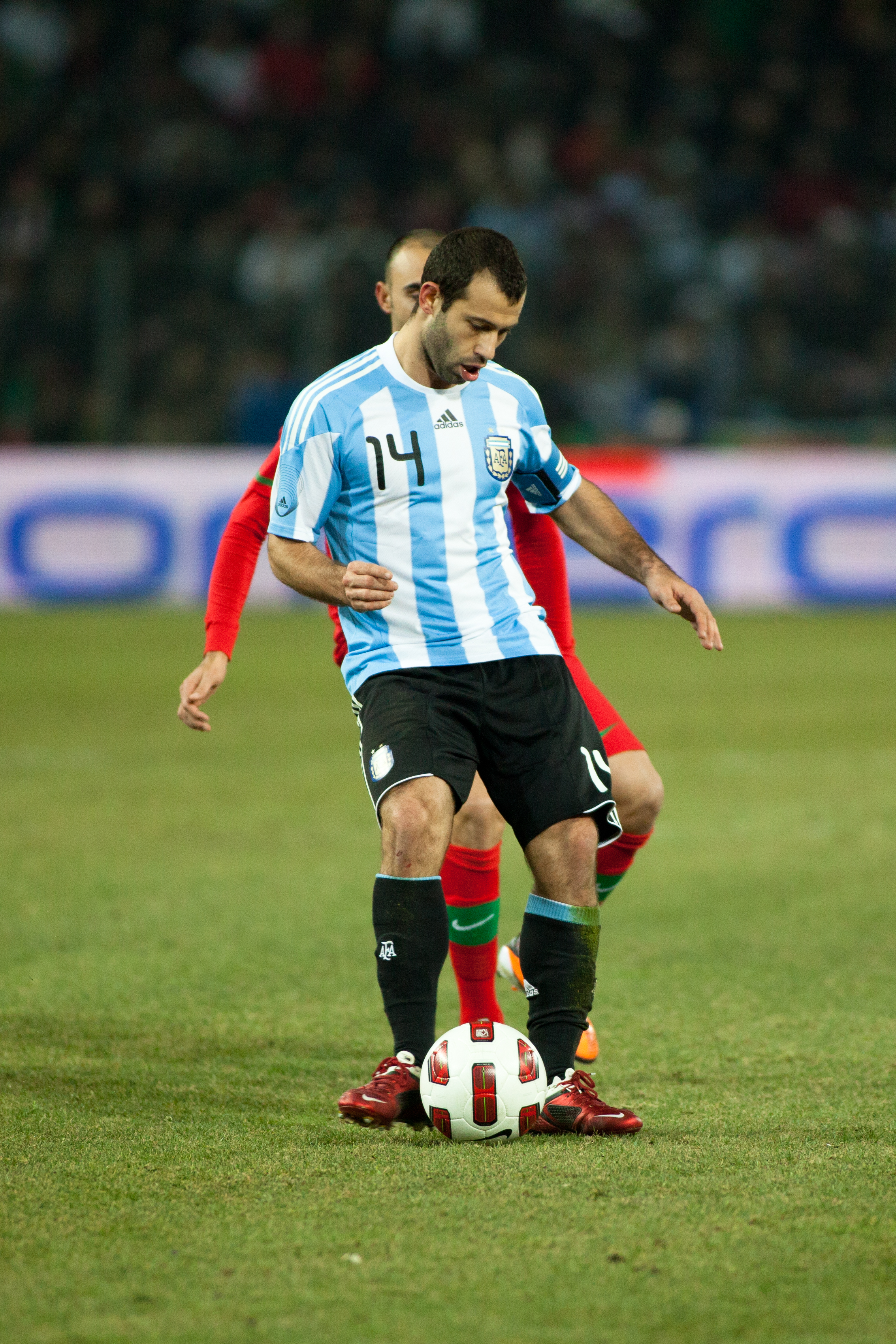
アルゼンチン代表でプレーするマスチェラーノ

### オリンピック
CAリーベル・プレートの下部組織に入団してすぐU-15アルゼンチン代表に選ばれた。2001年9月にはFWカルロス・テベスやFWマクシミリアーノ・ロペスとともにFIFA U-17ワールドカップに出場し、4位入賞の原動力となった。アペルトゥーラの2003-04シーズン中、FIFAワールドユース選手権に出場し、自身は傑出したプレーを見せたものの、FIFA U-17ワールドカップと同じ4位に終わった。出場停止処分を受けたために3位決定戦には出場できなかった。
2004年1月、U-23アルゼンチン代表に選出。アテネオリンピックでは無失点で金メダルを獲得した。
2008年6月の北京オリンピックにはオーバーエイジ枠で出場し、フェルナンド・ガゴとともにダブルボランチを組み、堅牢な守備組織を形成した。ブラジルとの準決勝で、リヴァプールFCで同僚のルーカス・レイヴァに後ろから倒され、ルーカスは一発退場となった。更にその3分後、チアゴ・ネーヴィスに後ろから倒され、またも相手選手は一発退場となった。アルゼンチンは大会2連覇を果たし、マスチェラーノはアルゼンチンのサッカー選手として初めて2大会連続で金メダルを獲得した。
2015年にはそれらの功績が讃えられ、母国アルゼンチンのロサリオを東西に横切るペレグリーニ通りの沿道に記念プレートが設置された。

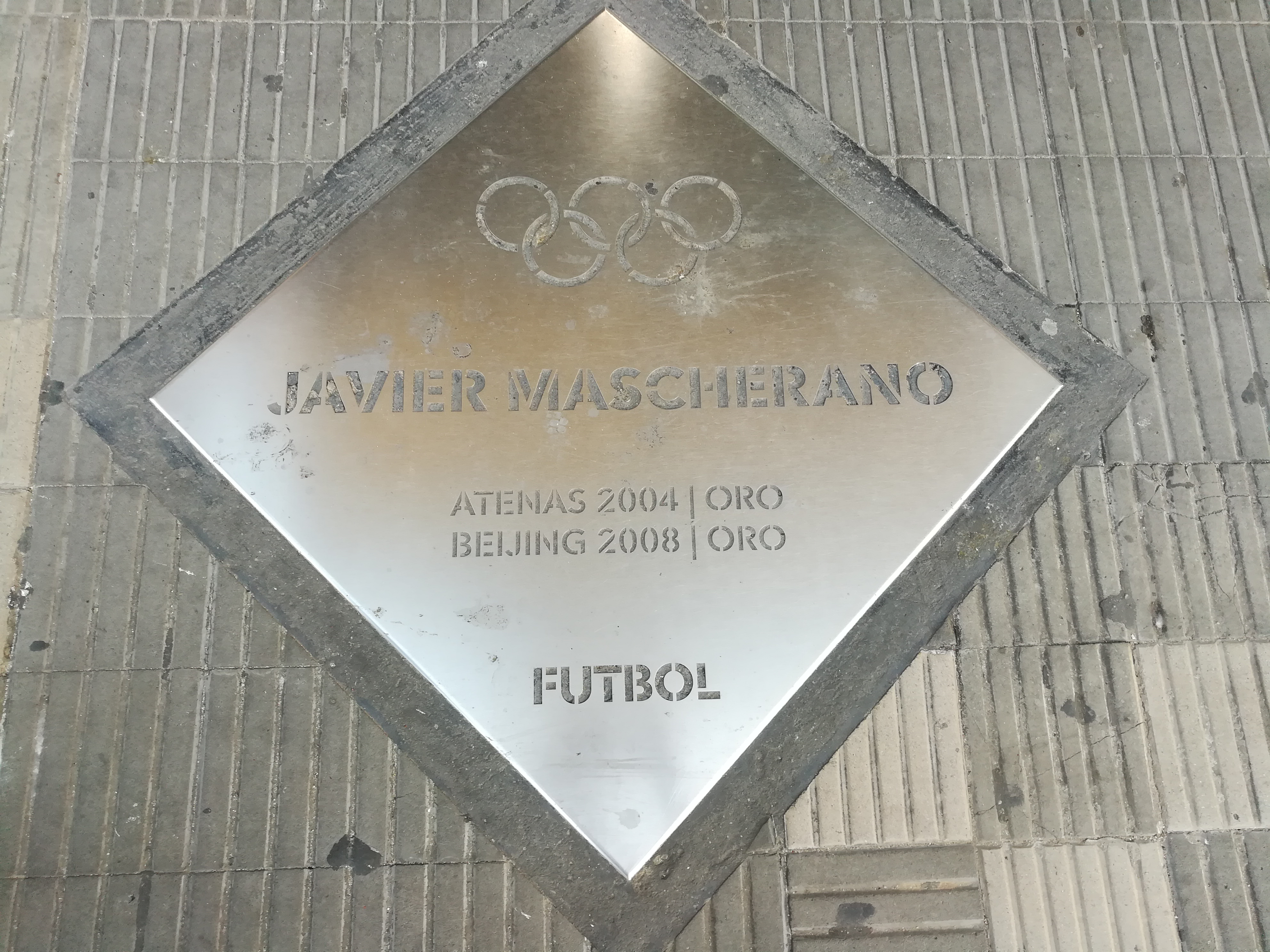
ロサリオに設置されたマスチェラーノの記念プレート

### A代表
ユースレベルで顕著な活躍を見せたためリバープレートでトップチームの試合に出場する前にアルゼンチンA代表に招集され、2003年7月16日のウルグアイとの親善試合でデビューした。なお、リーベルプレートでのデビューが遅れたのは、センターハーフのポジションにキャプテンのMFレオナルド・アストラーダがいたためであった。
2004年にはコパ・アメリカに出場し、決勝でPK戦の末にブラジルに敗れた。この大会ではチームメイトによる投票でチームのベストプレーヤーに選ばれた。
2005年にはドイツで開催されたFIFAコンフェデレーションズカップに出場したが、決勝でブラジルに1-4で敗れ、失望を胸に大会を去った。2006年のFIFAワールドカップではアルゼンチン代表の5試合全てにフル出場したが、準々決勝でドイツに敗れてベスト8に終わった。
2007年7月、コパ・アメリカ2007の試合で1試合2得点を決め、この大会でチームのベストプレーヤーに選ばれた。それまでの成功とは打って変わって、2008年は我慢の年となった。2008年6月8日のアメリカ戦ではイエローカードを2枚受け、アルゼンチン代表の試合で初めて退場処分を食らった。
2008年11月にディエゴ・マラドーナ監督がアルゼンチン代表監督に就任するとキャプテンに指名された。「チームのキャプテンは、キャプテンマークを巻いて生まれてきたような、持って生まれた特別な才能がある選手がつとめるべきだと思う」と、暗に自分は向いていないという趣旨の発言をしたが、11月10日にハビエル・サネッティに代わる新キャプテンに就任した。マラドーナは「私のチームはマスチェラーノと残りの10人で構成されている」と述べ、彼の重要性を強調した。
2013年6月11日、ブラジル・ワールドカップ予選のエクアドル戦で試合終了間際にスタッフを蹴り退場処分を受けた。
2014 FIFAワールドカップでは卓越した守備力とリーダーシップでチームを牽引し、ワールドカップ準優勝に大きく貢献した。
2017年10月、南米予選の最終戦でエクアドルに勝利してワールドカップ出場を決め、2018 FIFAワールドカップをもって代表を引退することが発表された。

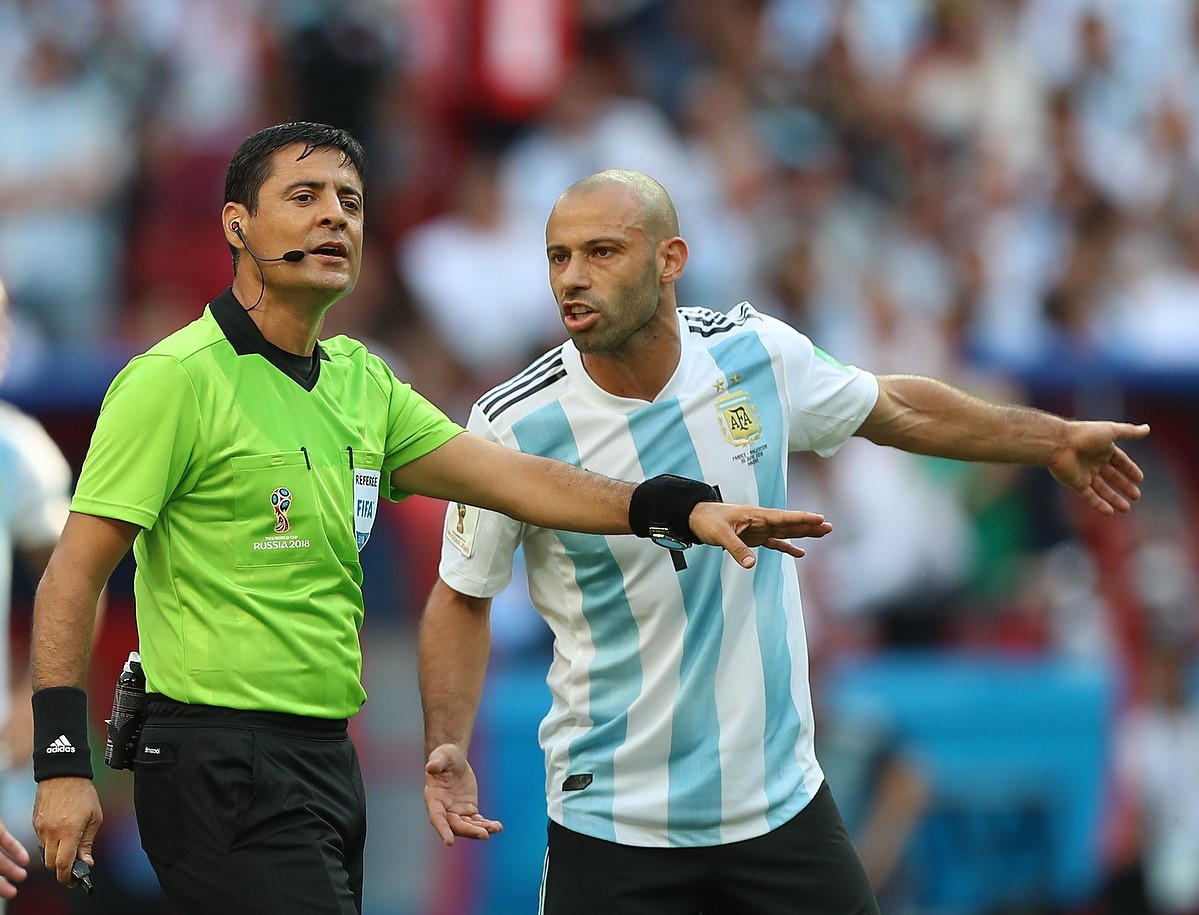
ロシアW杯フランス戦でのマスチェラーノ.

## 指導者経歴
2021年12月10日、2022年1月よりU-20アルゼンチン代表の監督に就任することが決定した。2023年3月3日、同年に開催された南米ユース選手権にてグループステージ敗退に終わり、6月に行われるFIFA U-20ワールドカップの出場権を獲得できなかったため、U-20代表監督を辞任した。

## 個人成績

### クラブでの出場記録
| クラブ               | シーズン | リーグ戦 | リーグ戦 | カップ戦 | カップ戦 | 国際大会 | 国際大会 | その他 | その他 | 通算 | 通算 |
| クラブ               | シーズン | 出場     | 得点     | 出場     | 得点     | 出場     | 得点     | 出場   | 得点   | 出場 | 得点 |
| -------------------- | -------- | -------- | -------- | -------- | -------- | -------- | -------- | ------ | ------ | ---- | ---- |
| リーベル・プレート   | 2003-04  | 21       | 0        | 0        | 0        | 13       | 0        | 0      | 0      | 34   | 0    |
| リーベル・プレート   | 2004-05  | 25       | 0        | 0        | 0        | 12       | 1        | 0      | 0      | 37   | 1    |
| リーベル・プレート   | 通算     | 46       | 0        | 0        | 0        | 25       | 1        | 0      | 0      | 71   | 1    |
| コリンチャンス       | 2005     | 7        | 0        | 0        | 0        | 0        | 0        | 0      | 0      | 7    | 0    |
| コリンチャンス       | 2006     | 10       | 0        | 3        | 0        | 5        | 0        | 0      | 0      | 18   | 0    |
| コリンチャンス       | 通算     | 17       | 0        | 3        | 0        | 5        | 0        | 0      | 0      | 25   | 0    |
| ウェストハム         | 2006-07  | 5        | 0        | 0        | 0        | 2        | 0        | 0      | 0      | 7    | 0    |
| ウェストハム         | 通算     | 5        | 0        | 0        | 0        | 2        | 0        | 0      | 0      | 7    | 0    |
| リヴァプールFC       | 2006-07  | 7        | 0        | 0        | 0        | 4        | 0        | 0      | 0      | 11   | 0    |
| リヴァプールFC       | 2007-08  | 25       | 1        | 2        | 0        | 13       | 0        | 1      | 0      | 41   | 1    |
| リヴァプールFC       | 2008-09  | 27       | 0        | 3        | 0        | 8        | 0        | 0      | 0      | 38   | 0    |
| リヴァプールFC       | 2009-10  | 34       | 0        | 0        | 0        | 13       | 1        | 1      | 0      | 48   | 1    |
| リヴァプールFC       | 2010-11  | 1        | 0        | 0        | 0        | 0        | 0        | 0      | 0      | 1    | 0    |
| リヴァプールFC       | 通算     | 94       | 1        | 5        | 0        | 38       | 1        | 2      | 0      | 139  | 2    |
| FCバルセロナ         | 2010-11  | 27       | 0        | 7        | 0        | 11       | 0        | 0      | 0      | 45   | 0    |
| FCバルセロナ         | 2011-12  | 31       | 0        | 6        | 0        | 13       | 0        | 2      | 0      | 52   | 0    |
| FCバルセロナ         | 2012-13  | 25       | 0        | 6        | 0        | 8        | 0        | 2      | 0      | 41   | 0    |
| FCバルセロナ         | 2013-14  | 28       | 0        | 7        | 0        | 9        | 0        | 2      | 0      | 46   | 0    |
| FCバルセロナ         | 2014-15  | 28       | 0        | 7        | 0        | 12       | 0        | 0      | 0      | 47   | 0    |
| FCバルセロナ         | 2015-16  | 32       | 0        | 6        | 0        | 11       | 0        | 2      | 0      | 51   | 0    |
| FCバルセロナ         | 2016-17  | 25       | 1        | 5        | 0        | 8        | 0        | 2      | 0      | 40   | 1    |
| FCバルセロナ         | 2017-18  | 7        | 0        | 2        | 0        | 2        | 0        | 1      | 0      | 12   | 0    |
| FCバルセロナ         | 通算     | 203      | 1        | 46       | 0        | 74       | 0        | 11     | 0      | 334  | 1    |
| 河北华夏幸福         | 2018     | 26       | 0        | 1        | 1        | -        | -        | 0      | 0      | 27   | 1    |
| 河北华夏幸福         | 2019     | 27       | 0        | 0        | 0        | -        | -        | 0      | 0      | 27   | 0    |
| 河北华夏幸福         | 通算     | 53       | 0        | 1        | 1        | -        | -        | 0      | 0      | 54   | 1    |
| エストゥディアンテス | 2020     | 7        | 0        | 1        | 0        | 3        | 0        | 0      | 0      | 11   | 0    |
| エストゥディアンテス | 通算     | 7        | 0        | 1        | 0        | 3        | 0        | 0      | 0      | 11   | 0    |
| 総通算               | 総通算   | 425      | 2        | 56       | 1        | 147      | 2        | 13     | 0      | 641  | 5    |

1. 1 2  リーグ杯
2. 1 2 3 4 5 6  スーパー杯

## 代表歴

### 出場大会
- アルゼンチン代表
  - 2006 FIFAワールドカップ
  - 2010 FIFAワールドカップ
  - 2014 FIFAワールドカップ
  - 2018 FIFAワールドカップ

### 試合数
- 国際Aマッチ 147試合 3得点（2003年-2018年）[27]

| アルゼンチン代表 | 国際Aマッチ | 国際Aマッチ |
| 年               | 出場        | 得点        |
| ---------------- | ----------- | ----------- |
| 2003             | 1           | 0           |
| 2004             | 10          | 0           |
| 2005             | 3           | 0           |
| 2006             | 8           | 0           |
| 2007             | 14          | 2           |
| 2008             | 9           | 0           |
| 2009             | 10          | 0           |
| 2010             | 10          | 0           |
| 2011             | 13          | 0           |
| 2012             | 8           | 0           |
| 2013             | 9           | 0           |
| 2014             | 15          | 1           |
| 2015             | 12          | 0           |
| 2016             | 13          | 0           |
| 2017             | 6           | 0           |
| 2018             | 6           | 0           |
| 通算             | 147         | 3           |

### 得点
| #  | 日時         | 場所         | 相手                 | スコア | 最終結果 | 大会               |
| -- | ------------ | ------------ | -------------------- | ------ | -------- | ------------------ |
| 1. | 2007年7月5日 | バルキシメト | パラグアイ           | 1-0    | 1-0      | コパ・アメリカ2007 |
| 2. | 2007年7月8日 | バルキシメト | ペルー               | 4 - 0  | 4-0      | コパ・アメリカ2007 |
| 3. | 2014年6月4日 | ラ・プラタ   | トリニダード・トバゴ | 2-0    | 3-0      | 親善試合           |

## 監督成績
2023年3月3日現在
| チーム               | 就任日       | 退任日       | 成績 | 成績 | 成績 | 成績 | 成績   |
| チーム               | 就任日       | 退任日       | 試   | 勝   | 分   | 負   | %      |
| -------------------- | ------------ | ------------ | ---- | ---- | ---- | ---- | ------ |
| U-20アルゼンチン代表 | 2022年1月1日 | 2023年3月1日 | 16   | 9    | 1    | 6    | 056.25 |
| 通算成績             | 通算成績     | 通算成績     | 16   | 9    | 1    | 6    | 056.25 |

## タイトル

### クラブ
CAリーベル・プレート
- プリメーラ・ディビシオン : 1回 (2003-04C)

SCコリンチャンス・パウリスタ
- カンピオナート・ブラジレイロ・セリエA : 1回 (2005)

FCバルセロナ
- リーガ・エスパニョーラ : 5回 (2010-11, 2012-13, 2014-15, 2015-16, 2017-18)
- コパ・デル・レイ : 5回 (2011-12, 2014-15, 2015-16, 2016-17, 2017-18)
- スーペルコパ・デ・エスパーニャ : 3回 (2011, 2013, 2016)
- UEFAチャンピオンズリーグ : 2回 (2010-11, 2014-15)
- UEFAスーパーカップ : 2回 (2011, 2015)
- FIFAクラブワールドカップ : 2回 (2011, 2015)

### 代表
アルゼンチン代表
- オリンピックサッカー : 2回 (2004, 2008)

### 個人
- UEFAチャンピオンズリーグベストチーム : 1回 (2014-15[28])